# Hans Gerschwiler
Hans Gerschwiler (Winterthur, 20 giugno 1921 – Pinehurst, 27 settembre 2017) è stato un pattinatore artistico su ghiaccio svizzero.

## Palmarès
| Evento                    | 1938 | 1939 | 1946 | 1947 | 1948 |
| ------------------------- | ---- | ---- | ---- | ---- | ---- |
| Giochi olimpici invernali |      |      |      |      | 2°   |
| Campionati mondiali       |      |      |      | 1°   | 2°   |
| Campionati europei        |      | 5°   |      | 1°   | 2°   |
| Campionati svizzeri       | 1°   | 1°   | 1°   | 1°   | 1°   |